# 布卡涅尔
布卡涅尔（法語：Boucagnères，法語發音：[bukaɲɛʁ]）是法国热尔省的一个市镇，属于欧什区。

## 地理
布卡涅尔（43°33'45"N, 0°36'54"E）面积6.16 平方千米，位于法国奧克西塔尼大區热尔省，该省份为法国西南部内陆省份，北起顺时针与洛特-加龙省、塔恩-加龙省、上加龙省、上比利牛斯省、大西洋比利牛斯省和朗德省接壤。
与布卡涅尔接壤的市镇（或旧市镇、城区）包括：欧特里沃、欧利、拉瑟布普罗普尔、奥尔贝桑、特拉韦塞尔。

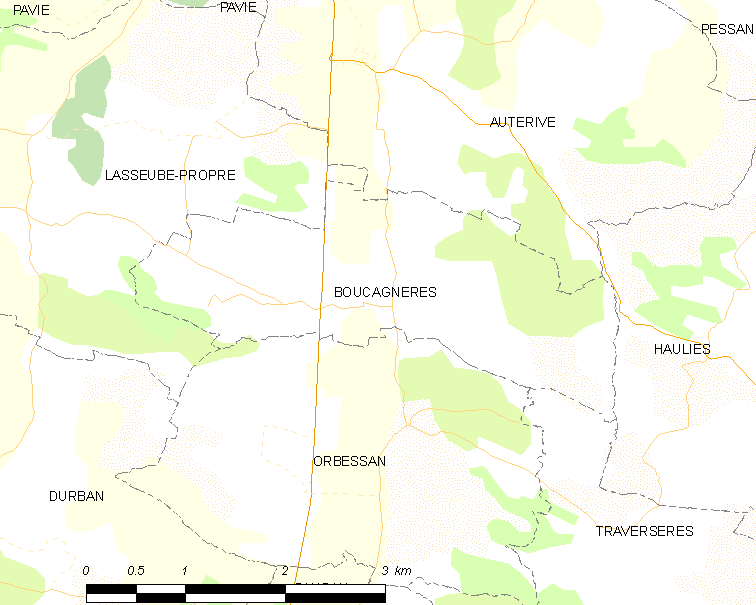
布卡涅尔的OSM定位图

布卡涅尔的时区为UTC+01:00、UTC+02:00（夏令时）。

## 行政
布卡涅尔的邮政编码为32550，INSEE市镇编码为32060。

## 政治
布卡涅尔所属的省级选区为欧什第三县。

## 人口

1962-2008年间布卡涅尔人口变化图示

布卡涅尔于2022年1月1日时的人口数量为205人。